# جون وليام دريبر
جون وليام دريبر (بالإنجليزية: John William Draper) (و. 1811 – 1882 م) هو كيميائي، ومصور، وفيزيائي، ومؤرخ، وكاتب، وأستاذ جامعي من الولايات المتحدة الأمريكية . وكان عضواً في الأكاديمية الأمريكية للفنون والعلوم .
توفي عن عمر يناهز 71 عاماً.

## التعليم
تعلم في كلية لندن الجامعية، وجامعة بنسلفانيا

## مناصب وهيئات
أدار جامعة نيويورك.

## روابط خارجية
- جون وليام دريبر على موقع الموسوعة البريطانية (الإنجليزية)
- جون وليام دريبر على موقع إن إن دي بي (الإنجليزية)